# John Mayall
John Mayall (teljes nevén John Brumwell Mayall; (Macclesfield, Cheshire, 1933. november 29. – Kalifornia, 2024. július 22.) angol zenész, zenekarvezető, dalszerző, a brit blues „atyja”.

## Életpályája

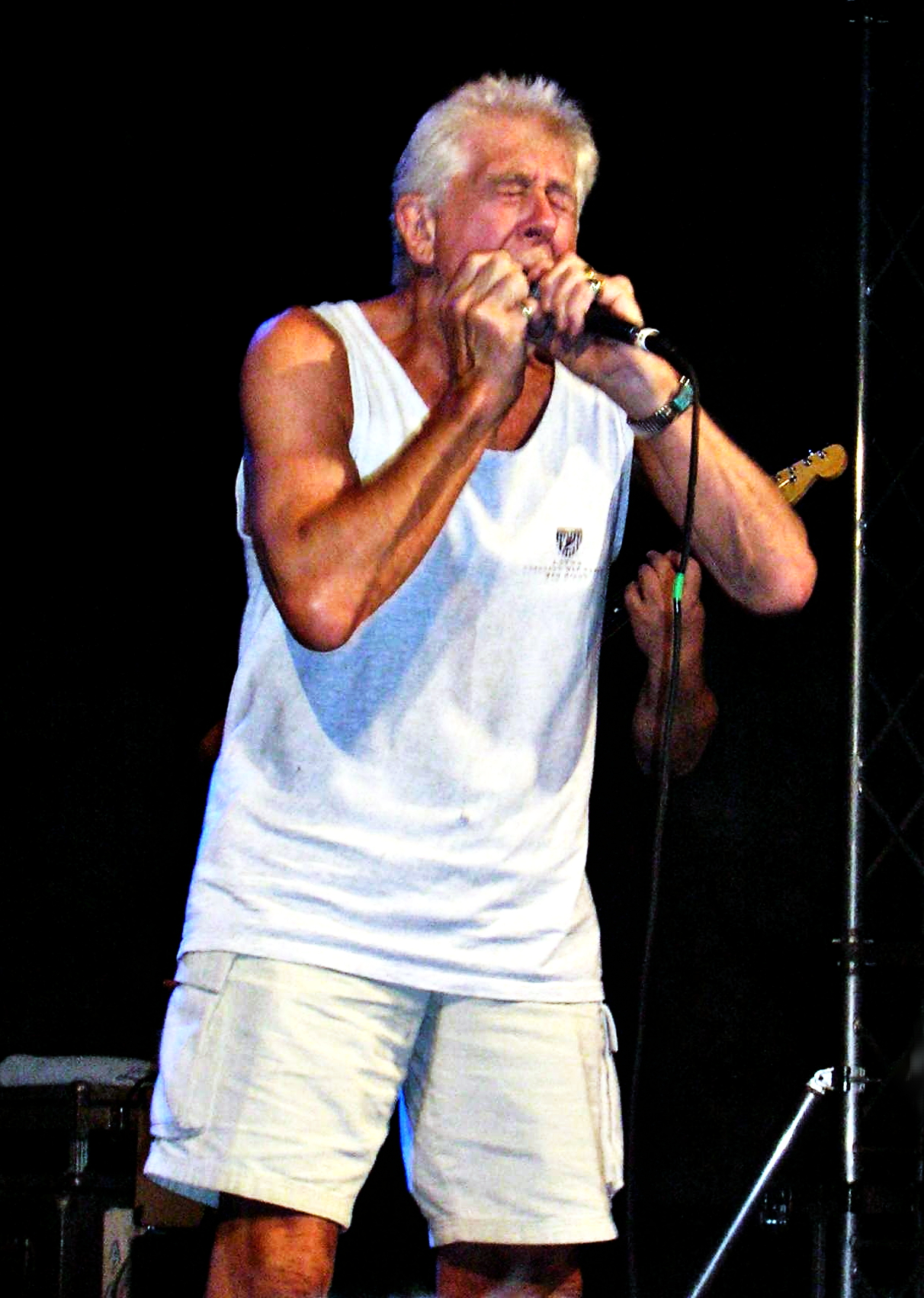
Koncert, 2007. Pilisszántó

Apja, Murray Mayall, gitáros és jazzkedvelő volt. John Manchesterben képzőművészeti főiskolát végzett. 1953–1954-ben részt vett a koreai háborúban. 1956-ban alakította meg első együttesét, Powerhouse Four néven, majd 1961-ben a másodikat: Blues Syndicate. 1963-ban hozta létre a John Mayall's Bluesbreakerst, mely az évek során számos tagcserén, feloszlatáson és újrakezdésen át fennmaradt, végül 2008-ban feloszlott.
Mayallnak nagy szerepe volt abban, hogy Angliában is népszerűvé vált a blues illetve rhythm and blues. Számos, később világhírűvé vált zenész, elsősorban gitárosok, játszottak gyakran változó együtteseiben.

## Magyarországi fellépései
Magyarországon többször fellépett együttesével, így
- 1985 júniusában: június 1-jén a Kisstadionban, 3-án Debrecenben, 4-én Miskolcon, 5-én Pécsett, 6-án Szegeden (A Volán stadionban; a helyi TV felvette, az MTV leadta[14])
- 1987. március 25-én Budapesten a BS-ben, április 1-jén Szombathelyen.
- 1993. nyár Tatabánya, Bp. PeCsa szabadtér, Békéscsaba
- 1997 – Petőfi Csarnok (ezt fölvette a MTV és le is adta)
- 1999 – Bp., Darshan udvar
- 2001 – Petőfi Csarnok szabadtér
- 2003. április 7. – Petőfi Csarnok
- 2007 Pilisszántó, Sziklaszínház [15]
- 2010. június 4-5. StarGarden – Népstadion kert[16]
- 2014. április 14. Budapest, Akvárium.

## Kitüntetése
- A Brit Birodalom Rendje (OBE), 2005. május

## Diszkográfiája

### Eredeti John Mayall-albumok
- 1965 John Mayall Plays John Mayall (Decca) live
- 1966 Blues Breakers with Eric Clapton (Decca)
- 1967 A Hard Road (Decca)
- 1967 Crusade (album)|Crusade (Decca)
- 1967 Blues Alone (Ace of Clubs)
- 1968 Diary of a Band Volume 1 (Decca) live
- 1968 Diary of a Band Volume 2 (Decca) live (1971 USA released as John Mayall - Live in Europe)
- 1968 Bare Wires (Decca)
- 1968 Blues from Laurel Canyon (Decca)
- 1969 The Turning Point (album)|The Turning Point (Polydor) live at Fillmore
- 1970 Empty Rooms (Polydor)
- 1970 USA Union (Polydor)
- 1971 Back to the Roots  (Polydor)
(Reissue 1988: Archives to the '80s)  (Polydor) remix
- 1971 Memories (album)|Memories (Polydor)
- 1971 (←1968)John Mayall - Live In Europe  (London PS 589), a USA release of "Diary Of A Band Vol. 2"
- 1972 Jazz Blues Fusion (album)|Jazz Blues Fusion (Polydor)
- 1973 Moving On (album)|Moving On (Polydor)
- 1973 Ten Years Are Gone (Polydor)
- 1974 The Latest Edition  (Polydor)
- 1975 New Year, New Band, New Company(ABC - One Way)
- 1975 Notice to Appear(album)|Notice to Appear (ABC - One Way)
- 1976 Banquet in Blues (ABC - One Way)
- 1977 Lots of People  (ABC - One Way)live LA
- 1977 A Hard Core Package  (ABC - One Way)
- 1977 Primal Solos (Decca)         live'66-8
- 1978 Last of the British Blues    (ABC - OneWay) live
- 1979 The Bottom Line (album)|The Bottom Line (DJM)
- 1980 No More Interviews           (DJM)
- 1982 Road Show Blues (DJM)
(Reissue 1995: Why Worry. 2000: Lost and  Gone. 2001: Reaching for the blues'. 2006: Godfather of the Blues. 2007 Big Man)
- 1985 Behind the Iron Curtain (album)|Behind The Iron Curtain (GNPCrescendo) live Hungary
- 1987 Chicago Line (album)|Chicago Line (Entente - Island)
- 1988 The Power of the Blues    (Entente) live Germany
(Reissue 2003: Blues Forever)
- 1988 (←1968)Archives to Eighties (Polydor)
- 1990 A Sense of Place (Island)
- 1992 Cross Country Blues (One Way)['81-4]
- 1993 Wake Up Call (album)|Wake Up Call (Silvertone)
- 1994 The 1982 Reunion Concert (One Way) live'82
- 1995 Spinning Coin (Silvertone)
- 1997 Blues for the Lost Days (Silvertone)
- 1999 Padlock on the Blues (Eagle)
- 1999 Rock the Blues Tonight (Indigo)    live'71
- 1999 Live at the Marquee 1969    (Eagle) live'69
- 1999 The Masters (John Mayall album)|The Masters (Eagle) live'69+interv.
- 2001 Along For The Ride (Eagle/Red Ink)
- 2002 Stories (John Mayall album)|Stories (Red Ink)
- 2003 (←1987-8)Blues Forever  (Fuel)['87&'88]
- 2003 70th Birthday Concert (Eagle) live'03
- 2005 Road Dogs (Eagle)
- 2005 Rolling with the Blues (Recall)   live'72-82 2CD+DVD
 (Reissue 2006 The private Collection (Snapper) 2CD)
- 2007 Live at the BBC (John Mayall album)|Live at the BBC    (Universal) '65-7 & '75
- 2007 In the Palace of the King (Eagle)
- 2009 Tough (Eagle)
- 2014 A Special Life (Forty Below)
- 2015 Find a Way to Care (Forty Below)
- 2017 Talk About That (Forty Below)
- 2019 Nobody Told Me (Forty Below)

### Válogatások, gyűjtemények
- 2021 január 29.    The First Generation 1965 – 1974   (35 CD Deluxe Box Set)

### Nem hivatalos, korlátozott példányszámú vagy bootleg kiadások
- 1990        Crocodile Walk
- 1984        Blues Alive (RCA/Columbia)
- 199?        Bulldogs For Sale (bootleg)
- 199?        Beano's Boys (bootleg)
- 1999        Mayapollis Blues (bootleg)
- 1999        Horny Blues The first 5 years
- 2000        Time Capsule (Private Stash) Limited release (J.Mayall's private archive 57-62)
- 2001        UK Tour 2K (Private Stash) Limited release
- 2001        Boogie Woogie Man (Private Stash) Limited release
- 2003        No Days Off (Private Stash) Limited release

### DVD-k
- 2003 70th Birthday Concert (Eagle)        live '03 CD & DVD
- 2004 Live at Iowa State University    DVD   live'87
- 2004 Cookin' Down Under DVD (Private Stash) Limited release
- 2004 The Godfather of British Blues/Turning Point DVD (Eagle)
- 2005 Rolling with the Blues (Recall) live'72-82 2CD+DVD
- 2007 Live at the Bottom Line, New York 1992
- 2007 Live from Austin TX, live September 13, 1993

## John Mayall-lel játszottak
Néhány ismert zenész:

### Gitárosok
Eric Clapton, Roger Dean, Peter Green, Hi-Tide Harris, Sonny Landreth, Harvey Mandel, Jon Mark, Gerry McGee, Don McMinn, Coco Montoya, Randy Resnick, James Quill Smith, Eric Stekel, Mick Taylor, Walter Trout, Bernie Watson, Buddy Whittington

### Basszsugitárosok
Jack Bruce, Rick "RC" Cortes, Andy Fraser, Bobby Haynes, John McVie, Tony Reeves, Hank Van Sickle, Larry Taylor, Steven Thompson

### Dobosok
Colin Allen, Aynsley Dunbar, Mick Fleetwood, Hughie Flint, Keef Hartley, Jon Hiseman, Soko Richardson, Joe Yuele

### Billentyűsök
Tom Canning, Dr. John, Tommy Eyre

### Szájharmonikások
Paul Butterfield

### Fúvósok
Johnny Almond, Dick Heckstall-Smith, Chris Mercer, Chris Barber